# Pachydectes elsi
Pachydectes elsi (лат.) — вид терапсид из семейства бурнетиид. Жил в пермском периоде (кептенский век) на территории современной ЮАР
Голотип BPI/1/5735 — поперечно сжатый, частичный череп без нижней челюсти, описан как новый вид Рубиджем, Сидором и Модесто в 2006 году. Длина черепа 35 сантиметров, общая длина тела может составлять до 2 м. Исходя из размеров черепа, Pachydectes elsi — самый крупный синапсид из клады Burnetiamorpha. 